# Виснаження его
Термін виснаження его (англ. ego depletion) використовують для позначення припущення про те що самоконтроль та сила волі залежать від обмежених ресурсів мозку які можуть бути вичерпані. Основне твердження поняття виснаження его полягає в залежності здатності контролювати себе від сили волі людини, яка зі свого боку залежить від загального ресурсу (саморегуляції). Під час виконання послідовних розумових завдань, які потребують сили волі, цей ресурс зменшується або навіть вичерпується незалежно від інших факторів, таких як фізичне виснаження. Це поняття також називають моделлю регуляторного ресурсу.

## Твердження моделі
Для самоконтролю у певній ситуації чи під час виконання певної дії людині потрібно витрачати енергію (її також називають силою або ресурсом). Якщо через певний час активонсті ця енергія не доступна в необхідному обсязі, здатність самоконтролю тимчасово порушується. Цей стан тимчасової нестачі енергії називають виснаженням его. Для прийняття рішень, активних дій та контролю імпульсів використовується той самий вид енергії. Модель виснаження его, по суті, базується на трьох припущеннях:
1. Універсальність: Однаковий ресурс використовується для різноманітних завдань, які потребують самоконтролю;
2. Обмеженість: Ресурс доступний лише в обмеженій кількості і в принципі може бути витрачений;
3. Залежність: Залежність здатності самоконтролю виключно від ресурсу.

Якщо активна вольова дія частково або повністю вичерпує енергію, здатність до саморегуляції знижується або буде взагалі відсутня під час виконання наступного завдання. Згідно з моделлю, сила волі подібна до м'язів, які після навантаження виснажуються в короткостроковій перспективі, але їх можна тренувати в довгостроковій перспективі, так що здатність до саморегуляції зростає.

## Біологічні засади моделі
Модель енергії, яка тимчасово витрачається в результаті згаданих вище розумових дій, може бути пов'язана зі споживанням глюкози в мозку. Зниження рівня глюкози в крові може спостерігатися у людей, які виконують завдання, що вимагають самоконтролю.

## Дослідження моделі
Засновником моделі є Рой Баумайстер, який досліджував її в Університету штату Флорида. Приблизно з 2000 року дослідженням моделі також зайнялися соціальні психологи з інших університетів США та Європи.
Крім того, концепція виснаження его поширилася на інші галузі психології, такі як маркетингові дослідження. Там вона розглядається, зокрема, у зв'язку з темою втрати контролю та її наслідками для маркетингу та управління персоналом.

## Критика
У 2014 році модель була експериментально перевірена. З 24 команд 21 не змогла довести ефект, дві змогли його підтвердити. Результат однієї з груп свідчив про протилежне.

## Зноски
1. ↑  Baumeister, R. F.; Bratslavsky, E.; Muraven, M.; Tice, D. M. (1998). [http://www.psychologytoday.com/files/attachments/584/baumeisteretal1998.pdf Ego Depletion: Is the Active Self a Limited Resource?]. Journal of Personality and Social Psychology. 74: 1252—1265. doi:10.1037/0022-3514.74.5.1252. {{cite journal}}: Зовнішнє посилання в |title= (довідка)
2. ↑  [spektrum.de Das Willenskraft-Problem der Psychologie]. {{cite web}}:  Перевірте схему |url= (довідка)
3. ↑  [www.psychologicalscience.org RRR – The Ego-Depletion Paradigm - Association for Psychological Science]. {{cite web}}:  Перевірте схему |url= (довідка)